# 22815 Sewell
22815 Sewell è un asteroide della fascia principale. Scoperto nel 1999, presenta un'orbita caratterizzata da un semiasse maggiore pari a 2,3403813 UA e da un'eccentricità di 0,1563259, inclinata di 6,21504° rispetto all'eclittica.